# Wolseley 24/80
Der Wolseley 24/80 war ein Pkw, den British Motor Corporation (Australia), die australische Niederlassung der British Motor Corporation, von 1962 bis 1967 anbot.

## Beschreibung
Der Wagen war größtenteils identisch mit dem gleichzeitig gebauten Austin Freeway, besaß aber eine luxuriösere Ausstattung und eine andere Fahrzeugfront, damit man die beiden Autos besser unterscheiden konnte. So hoffte man, mehr Marktanteile gegenüber der örtlichen Konkurrenz, wie zum Beispiel Holden, erreichen zu können. Dies zeigt die Vorliebe der British Motor Corporation für Badge-Engineering in den 1950er- und 1960er-Jahren.
Der 24/80 basierte auf dem britischen Vierzylindermodell Wolseley 15/60. Er wurde von der Sechszylinderversion des BMC-B-Motors mit 1622 cm³ Hubraum angetrieben. Der Blue Streak-Reihen-Sechszylinder hatte 2433 cm³ Hubraum und entwickelte 80 bhp (59 kW). Die Motorkraft wurde an ein Dreiganggetriebe weitergeleitet, das vom Austin Metropolitan übernommen worden war; die beiden höheren Gänge waren synchronisiert und es war lenkradgeschaltet. Der Kühler, der bei den Vierzylinderwagen hinter der inneren Frontmaske montiert war, wurde beim 24/80 zwischen die beiden Frontmasken, gleich hinter dem Kühlergrill, eingebaut. Der Wagen wurde im April 1962 herausgebracht und sah aus wie ein 15/60, allerdings entsprach der um 25 mm größere Radstand dem damaligen britischen Wolseley 16/60. Auch die Innenausstattung glich der des 15/60. Ursprünglich gab es den Wagen nur mit Handschaltgetriebe, später gab es auf Wunsch auch die dreistufige Automatik BorgWarner 35. 
Das überarbeitete Modell Mark II kam im Oktober 1964 und sah aus wie der britische Wolseley 16/60. Die Motorleistung stieg auf 84 bhp (62 kW). Die Innenausstattung des Wolseley war nun mit weichem Vinyl anstatt Leder bezogen.
Der Mark II wurde im März 1967 eingestellt. Er war das letzte Wolseley-Modell, das in Australien angeboten wurde.